# Labarthe (Tarn e Garonna)
Labarthe è un comune francese di 367 abitanti situato nel dipartimento del Tarn e Garonna nella regione dell'Occitania.

## Società

### Evoluzione demografica
Abitanti censiti